# Evelina Santangelo
Evelina Santangelo (Palermo, 27 ottobre 1965) è una scrittrice e traduttrice italiana.

## Biografia
Vincitrice nel 2000 del Premio Franciacorta, Premio Mondello opera prima, Premio Fiesole Narrativa Under 40, Premio Berto, è stata anche finalista al Premio Chiara. Nel 2017 le è stato assegnato il premio Topazia Alliata.
L'ultimo romanzo «Da un altro mondo» (2018) è stato libro dell’anno 2018 della trasmissione Fahrenheit Rai-radio 3; Premio Feudo di Maida 17ª edizione; Superpremio Sciascia-Recalmare 30ª edizione; Premio Pozzale Luigi Russo 67ª edizione.
Ha fatto parte del blog letterario Nazione Indiana. Ha collaborato con diversi quotidiani e blog come "Minima Moralia".
Ha collaborato con L'Espresso. È tra gli amici della casa editrice Chiarelettere.
È stata responsabile del Programma Letterario per l'edizione 2016 del Festival delle Letterature Migranti (Palermo).
Ha scritto Palermo capitale della cultura, dal passato al futuro per il Libro dell'Anno 2017 dell'Enciclopedia Treccani.
Insieme alla scrittrice Paola Caridi, dal 2017 è ideatrice e responsabile delle settimane della cultura Panormos International Weeks - Palermo.
Ha organizzato «La via di terra» per la raccolta fondi a favore della Ong Mediterranea in collaborazione con il Comune di Palermo (Palermo Teatro Politeama-2018).

## Opere

### Romanzi
- 2003 - La lucertola color smeraldo, Einaudi
- 2005 - Il giorno degli orsi volanti, Einaudi
- 2008 - Senzaterra, Einaudi
- 2012 - Cose da pazzi, Einaudi
- 2015 - Non va sempre così, Einaudi
- 2018 - Da un altro mondo, Einaudi
- 2023 - Il sentimento del mare, Einaudi, ISBN 9788806251789

### Raccolta di racconti
- 2000 - L'occhio cieco del mondo, Einaudi
- 2024 - La promessa del ritorno, hopefulmonster editore

### Partecipazioni a raccolte
- 2000 - Disertori (Einaudi)
- 2002 - La realtà nelle parole (Rinascita)
- 2003 - Dieci decimi - Sguardi a ritroso sulla nostra letteratura (Holden edizioni)
- 2004 - Principesse azzurre Mondadori
- 2004 - Ragazze che dovresti conoscere (Einaudi)
- 2004 - FAQ - Domande e risposte sulla narrazione (Holden edizioni)
- 2005 - I racconti delle fate sapienti (Frassinelli)
- 2005 - Liberare il futuro (Almanacco 2005 dei DS)
- 2005 - Deandreide Rizzoli
- 2009 - Rome noir (Akasich book, New York)
- 2021 - Le ferite 14 racconti per il 50 anni di Medici senza Frontiere (Einaudi)

### Traduzioni
- 2007 - Firmino di Sam Savage
- 2011 - Rock ’n’ Roll di Tom Stoppard

### Curatele
- 2007 - Terra matta di Vincenzo Rabito (in collaborazione con Luca Ricci)

## Filmografia

### Sceneggiature
- 2008 - La Terramadre, regia di Nello La Marca (Festival internazionale del cinema di Berlino)